# Maxime Jarnet
Pour les articles homonymes, voir Jarnet.
Maxime Jarnet, né le 6 septembre 1998 à Mâcon, est un coureur cycliste français, professionnel au Van Rysel-Roubaix Lille Métropole depuis 2022.

## Biographie

### Carrière amateur
Maxime Jarnet commence le cyclisme en catégorie poussins (7-8 ans) au CC Châtillon. Dans les catégories de jeunes, il court à la fois sur route et en cyclo-cross. Son frère cadet Théo est également coureur cycliste. 
En 2014, il devient champion d'Auvergne sur route chez les cadets (15-16 ans). Il rejoint ensuite l'équipe juniors (17-18 ans) du Vulco-VC Vaulx-en-Velin à l'automne. Lors de la saison 2016, il se distingue par des victoires d'étape au Prix de la ville d'Aubenas (cinquième au général) et au Tour du Léman Juniors (deuxième au général). 
Il monte dans l'équipe première du Vulco-VC Vaulx-en-Velin en 2017, pour son passage chez les espoirs (moins de 23 ans). Pour ses débuts au plus haut niveau amateur, il obtient une victoire à Cormoz et termine neuvième de l'Étoile d'or, manche de la Coupe de France DN1. 
En 2018, il est recruté par l'EC Saint-Étienne Loire. Bon puncheur, il remporte une étape du Tour du Beaujolais et le classement général de l'Estivale bretonne, sa première victoire finale sur une course par étapes. Il réalise une vingtaine de tops 10, prenant notamment la troisième place du championnat de France espoirs. En mai, il est sélectionné en équipe de France espoirs pour disputer le Grand Prix de Plumelec-Morbihan et les Boucles de l'Aulne, deux épreuves de la Coupe de France professionnelle.
En 2019, il se classe deuxième et meilleur grimpeur du Tour du Beaujolais. Il marque par ailleurs de nouveaux points dans le calendrier de la Coupe de France DN1 en terminant deuxième du Grand Prix de Luneray et cinquième de Paris-Mantes-en-Yvelines. À partir du mois d'aout, il devient stagiaire au sein de l'équipe Arkéa-Samsic. Il conclut finalement sa saison sur route par une septième place à Paris-Tours espoirs.
En octobre 2020, échappé lors des championnats de France espoirs, il passe proche de l'exploit en se faisant seulement reprendre dans les dernières hectomètres avant l'arrivée. Il décide ensuite de rejoindre le Vélo Club Villefranche Beaujolais en 2021, en compagnie de son frère Théo.

### Carrière professionnelle
Il rejoint l'équipe Go Sport-Roubaix Lille Métropole en 2022. En février, il est sérieusement blessé en course ce qui l'éloigne de la compétition durant plusieurs mois,.

## Palmarès
- 2014
  - Champion d'Auvergne sur route cadets
- 2016
  - 1re étape du Tour du Léman Juniors
  - 2e étape du Prix de la ville d'Aubenas
  - 2e du Tour du Léman Juniors
  - 3e du Tour de la Vallée de la Trambouze
- 2017
  - Prix de Cormoz
  - 2e du Grand Prix du Faucigny
- 2018
  - 3e étape du Tour du Beaujolais
  - Classement général de l'Estivale Bretonne
  - 2e du Grand Prix de Saint-Étienne Loire
  - 2e du Prix de Saint-Amour
  - 3e du Tour de Côte-d'Or
  - 3e de l'Étoile d'Or
  - 3e du championnat de France sur route espoirs
- 2019
  - 2e du Grand Prix de Luneray
  - 2e du Tour du Beaujolais
- 2020
  - 2e du Grand Prix de Villejésus
  - 3e du Grand Prix d'Oradour-sur-Vayres
- 2021
  - Champion d'Auvergne-Rhône-Alpes sur route
  - Prix de Chaumont
  - Pelousey Classic
  - Trophée Agglo Pays d'Issoire
  - Paris-Mantes
  - 2e de Le Poinçonnet-Panazol
  - 2e d'Annemasse-Bellegarde et retour
  - 2e du Prix du Saugeais
  - 3e du Circuit Boussaquin
  - 3e du Tour d'Eure-et-Loir
  - 3e de la Classique Puisaye-Forterre
- 2023
  - 2e de la Flèche de Locminé
  - 2e du Tour du Charolais
  - 3e du Tour des 4B Sud Charente
  - 3e du Trophée Roger-Walkowiak
- 2024
  - 3e du Grand Prix de la ville de Pérenchies
- 2025
  - 2e du Grand Prix Raf Jonckheere

## Classements mondiaux
| Année                                 | 2018  | 2019  | 2020 | 2021 | 2022  | 2023 | 2024 |
| ------------------------------------- | ----- | ----- | ---- | ---- | ----- | ---- | ---- |
| Classement mondial                    | 1832e | 2726e | nc   | 752e | 1732e | 734e | 666e |
| UCI Europe Tour                       | 1213e | 1699e | nc   | 594e | 1133e | nc   | nc   |
|                                       |       |       |      |      |       |      |      |
| Légende : nc = non classéSource : UCI |       |       |      |      |       |      |      |